# Piper toronotepuiense
Piper toronotepuiense är en pepparväxtart som beskrevs av J.A. Steyermark. Piper toronotepuiense ingår i släktet Piper och familjen pepparväxter. Inga underarter finns listade i Catalogue of Life.